# ジュリアン・メドゥサン
ジュリアン・メドゥサン（Julien Médécin、1894年11月3日 - 1986年1月26日）は、モナコの男性建築家。
1924年パリオリンピックの芸術競技の建築部門に出場し、"Stadium for Monte Carlo"で銅メダルを獲得した。現状モナコにおける唯一のオリンピックのメダル獲得者である。